# Напівпроста алгебра Лі
Напівпроста алебра Лі — алгебра Лі, що є прямою сумою своїх простих некомутативних ідеалів, тобто ідеалів, що є простими алгебрами Лі (тобто не містять нетривіальних ідеалів). Значення напівпростих алгебр Лі пояснюється зокрема тим, що згідно теореми Леві кожна алгебра Лі над полем характеристики 0 є прямою сумою свого радикала (максимального розв'язного ідеала) і напівпростої підалгебри.
Також для напівпростих алгебр Лі існує досить проста класифікація (особливо для алгебрично замкнутих полів) і добре розвинута теорія представлень, зокрема класифікація скінченновимірних представлень.
Комплексні напівпрості алгебри Лі відіграють ключову роль у класифікації компактних груп Лі і їх скінченновимірних представлень.

## Історія
Напівпрості алгебри Лі над полем {\displaystyle \mathbb {C} } були вперше розглянуті в роботах Вільгельма Кіллінга, який дав їх класифікацію, хоча в його доведеннях були прогалини, заповнені Елі Картаном. Уже в роботах Кіллінга і Картана з'явилися корені алгебри Ля як характеристичні числа оператора ad X. Елі Картан дав також класифікацію дійсних напівпростих алгебр Лі, встановивши глибокий зв'язок між цими алгебрами і глобально симетричними рімановими просторами.

## Означення
Надалі розглядаються скінченновимірні напівпрості алгебри Лі {\displaystyle {\mathfrak {g}}} над полем k характеристики 0.
Скінченновимірна алгебра Лі {\displaystyle {\mathfrak {g}}} є напівпростою тоді і тільки тоді, коли виконується будь-яка з еквівалентних умов:
- {\displaystyle {\mathfrak {g}}} не містить ненульових абелевих ідеалів;
- алгебра Лі {\displaystyle {\mathfrak {g}}} не має ненульових розв'язних ідеалів;
- форма Кіллінга алгебри {\displaystyle {\mathfrak {g}}} є невирожденою (це твердження називається критерієм Картана);
- радикал (максимальний розв'язний ідеал) алгебри {\displaystyle {\mathfrak {g}}} є рівним нулю;
- будь-яке скінченновимірне лінійне представлення алгебри є цілком звідним (інакше кажучи всякий скінченновимірний {\displaystyle {\mathfrak {g}}}-модуль є напівпростим). Дане твердження називається теоремою Вейля;
- одновимірні когомології алгебри {\displaystyle {\mathfrak {g}}} зі значеннями в будь-якому скінченновимірному {\displaystyle {\mathfrak {g}}}-модулі є тривіальними.

## Властивості
- Будь-який ідеал і будь-яка факторалгебра напівпростої алгебри Лі також є напівпростими.
- Розклад напівпростої алгебри Лі в пряму суму неабелевих простих ідеалів є єдиним.
- Центр алгебри {\displaystyle {\mathfrak {g}}} є рівним нулю (оскільки центр алгебри Лі є комутативним ідеалом).
- Всі диференціювання напівпростої алгебри Лі {\displaystyle {\mathfrak {g}}} (тобто лінійні відображення {\displaystyle A:{\mathfrak {g}}\to {\mathfrak {g}}} для яких {\displaystyle A[X,Y]=[AX,Y]+[X,AY]}) є внутрішніми, тобто мають вигляд {\displaystyle \operatorname {ad} _{X},\;X\in {\mathfrak {g}}}. Окрім того {\displaystyle \operatorname {ad} } є ізоморфізмом алгебр Лі {\displaystyle {\mathfrak {g}}} і {\displaystyle \operatorname {Der} {\mathfrak {g}}.} Ця алгебра є алгеброю Лі алгебричної групи всіх автоморфізмів алгебри {\displaystyle {\mathfrak {g}}} і тим самим алгебричною алгеброю Лі.
- Властивість напівпростоти алгебри Лі зберігається як при розширенні, так і при звуженні основного поля.
- Елемент {\displaystyle X\in {\mathfrak {g}}} називається напівпростим (нільпотентним), якщо {\displaystyle \operatorname {ad} _{X}} є напівпростим (відповідно нільпотентним) лінійним оператором. Ця властивість елемента X зберігається при будь-якому гомоморфізмі алгебри в іншу напівпросту алгебру Лі. Якщо {\displaystyle X\in {\mathfrak {g}}}, то розклад Жордана — Шевальє лінійного відображення {\displaystyle \operatorname {ad} _{X}} має вигляд

{\displaystyle \operatorname {ad} _{X}=\operatorname {ad} _{S}+\operatorname {ad} _{N}.}
S і N є однозначно визначеними елементами {\displaystyle {\mathfrak {g}}} і N є нільпотентним, S є напівпростим, до того ж [N,S] = 0. Для будь-якого скінченновимірного представлення ρ алгебри {\displaystyle {\mathfrak {g}}} розклад Жордана — Шевальє ρ(x) має вигляд:
{\displaystyle \rho (x)=\rho (s)+\rho (n)\,}
де S і N ті ж елементи, що і для приєднаного представлення. Такий однозначний розклад для всіх представлень може не обов'язково існує для загальних алгебр Лі.

## Ваги і корені
При вивченні напівпростих алгебр Лі над алгебрично замкнутим полем k суттєву роль відіграють корені напівпростої алгебри Лі, які визначаються наступним чином. Нехай {\displaystyle {\mathfrak {h}}} — підалгебра Картана алгебри {\displaystyle {\mathfrak {g}}.} Для ненульової лінійної функції {\displaystyle \alpha \in {\mathfrak {h}}^{*}} можна ввести лінійний підпростір {\displaystyle {\mathfrak {g}}_{\alpha }}:
{\displaystyle {\mathfrak {g}}_{\alpha }:=\{X\in {\mathfrak {g}}:[H,X]=\alpha (H)X,\;\forall H\in {\mathfrak {h}}\}.}
Ненульова функція {\displaystyle \alpha \in {\mathfrak {h}}^{*}} називається коренем якщо підпростір {\displaystyle {\mathfrak {g}}_{\alpha }} є ненульовим. Множина всіх коренів називається системою коренів алгебри Лі {\displaystyle {\mathfrak {g}}} і позначається R. Множина R є скінченною і 
{\displaystyle {\mathfrak {g}}={\mathfrak {h}}\oplus \bigoplus _{\alpha \in R}{\mathfrak {g}}_{\alpha }.}

### Властивості
- Лінійною оболонкою множини R є {\displaystyle {\mathfrak {h}}^{*}} і R є зведеною системою  коренів в абстрактному сенсі (в лінійній оболонці системи над полем дійсних чисел). Система є незвідною тоді і тільки тоді, коли {\displaystyle {\mathfrak {g}}} є простою.
- Для будь-якого {\displaystyle \alpha \in R} розмірність просторів {\displaystyle {\mathfrak {g}}_{\alpha }} і {\displaystyle [{\mathfrak {g}}_{\alpha },{\mathfrak {g}}_{-\alpha }]} є рівною одиниці. Існує єдиний елемент {\displaystyle H_{\alpha }\in [{\mathfrak {g}}_{\alpha },{\mathfrak {g}}_{-\alpha }} для якого {\displaystyle \alpha (H_{\alpha })=2.}
- Для кожного ненульового {\displaystyle X_{\alpha }\in {\mathfrak {g}}_{\alpha }} існує єдиний {\displaystyle Y_{\alpha }\in {\mathfrak {g}}_{-\alpha },} що {\displaystyle [X_{\alpha },Y_{\alpha }]=H_{\alpha }.} До того ж:

{\displaystyle [H_{\alpha },X_{\alpha }]=2X_{\alpha },\quad [H_{\alpha },Y_{\alpha }]=2Y_{\alpha },}
{\displaystyle \beta (H_{\alpha })=2{\frac {(\alpha ,\beta )}{(\alpha ,\alpha )}},\;\forall \alpha ,\beta \in R.}
де {\displaystyle (\cdot ,\cdot )} — скалярний добуток породжений формою Кіллінга.
- Якщо {\displaystyle \alpha ,\beta \in R,\;\;\alpha +\beta \neq 0} то підпростори {\displaystyle {\mathfrak {g}}_{\alpha },{\mathfrak {g}}_{\beta }} є ортогональними щодо форми Кіллінга і {\displaystyle [{\mathfrak {g}}_{\alpha },{\mathfrak {g}}_{\beta }]={\mathfrak {g}}_{\alpha +\beta }.}
- Напівпрості алгебри Лі визначаються з точністю до ізоморфізму своєю підалгеброю Картана і відповідною системою  коренів. Якщо {\displaystyle {\mathfrak {g}}_{1},{\mathfrak {g}}_{2}} — напівпрості алгебри Лі над полем {\displaystyle k} із підалгебрами Картана {\displaystyle {\mathfrak {h}}_{1},{\mathfrak {h}}_{2}} і системами коренів {\displaystyle R_{1},R_{2},} то всякий ізоморфізм {\displaystyle {\mathfrak {h}}_{1}} і {\displaystyle {\mathfrak {h}}_{2},} що індукує ізоморфізм відповідних систем коренів продовжується до ізоморфізму {\displaystyle {\mathfrak {g}}_{1}} і {\displaystyle {\mathfrak {g}}_{2}.} З іншого боку, будь-яка зведена система  коренів може бути реалізована як система  коренів деякої напівпростої алгебри Лі.

## Класифікація напівпростих алгебр Лі

### Для алгебрично замкнутих полів
Класифікація напівпростих алгебр Лі над алгебрично замкнутим полем k по суті збігається з класифікацією зведених систем коренів.
Прості алгебри Лі, які відповідають системам коренів типів {\displaystyle A_{n}-D_{n}} називаються класичними і мають такий вигляд.
- {\displaystyle A_{n},\;n\geqslant 1:} {\displaystyle {\mathfrak {sl}}_{n+1}}, алгебра лінійних перетворень простору {\displaystyle k^{n+1}} зі слідом 0.
- {\displaystyle B_{n}:\;n\geqslant 2} {\displaystyle {\mathfrak {so}}_{2n+1}}, алгебра лінійних перетворень простору {\displaystyle k^{2n+1}}, кососиметричних щодо заданої невиродженої симетричної білінійної форми.
- {\displaystyle C_{n}:\;n\geqslant 3} {\displaystyle {\mathfrak {sp}}_{n}}, алгебра лінійних перетворень простору {\displaystyle k^{2n},} кососиметричних щодо заданої невиродженої кососиметричної білінійної форми.
- {\displaystyle D_{n}:\;n\geqslant 4} {\displaystyle {\mathfrak {so}}_{2n}}, алгебра лінійних перетворень простору {\displaystyle k^{2n},} кососиметричних щодо заданої невиродженої симетричної білінійної форми.

Прості алгебри Лі, які відповідають системам коренів типів E6, E7, Е8, F4, G2 називаються особливими, або винятковими.

### Для довільних полів
Класифікація розщеплених напівпростих алгебр Лі  (тобто напівпростих алгебр Лі для яких існує така підалгебра Картана {\displaystyle {\mathfrak {h}},} що всі характеристичні числа операторів {\displaystyle \operatorname {ad} _{X},\ X\in {\mathfrak {h}}} належать k) над довільним полем k характеристики 0 є аналогічною випадку алгебрично замкнутого поля. А саме, кожній незвідній системі коренів відповідає єдина розщеплена напівпроста алгебра Лі. Зокрема, розщеплені напівпрості алгебри Лі типів {\displaystyle A_{n}-D_{n}} мають зазначений вище вид з тією різницею, що в випадках {\displaystyle B_{n}} і {\displaystyle D_{n}} треба розглядати невироджені симетричні білінійні форми індексу Вітта n.
Проблема класифікації довільних напівпроста алгебра Лі над k зводиться до такої задачі: перерахувати з точністю до ізоморфізму всі k-форми {\displaystyle {\mathfrak {g}}_{0}\subset {\mathfrak {g}}} тобто такі k-підалгебри {\displaystyle {\mathfrak {g}}_{0}\subset {\mathfrak {g}},} що {\displaystyle {\mathfrak {g}}_{0}\otimes _{k}K={\mathfrak {g}},} де K — алгебрично замкнуте розширення поля k, а {\displaystyle {\mathfrak {g}}} — напівпроста алгебра Лі над K. Розв'язок цієї задачі також можна отримати в термінах систем коренів. 

### Класифікація дійсних алгебр Лі
Будь-яка проста неабелева алгебра Лі над полем {\displaystyle \mathbb {R} } або є простою алгеброю Лі над полем {\displaystyle \mathbb {C} } (що розглядається як алгебра над {\displaystyle \mathbb {R} }), або є дійсною формою простої алгебри Лі над {\displaystyle \mathbb {C} }. Класифікація дійсних форм в простих класичних алгебрах Лі над {\displaystyle \mathbb {C} } має такий вигляд. 
- {\displaystyle A_{n},\;n\geqslant 1:} {\displaystyle {\mathfrak {sl}}_{n+1}(\mathbb {C} )}

- {\displaystyle A_{I}:{\mathfrak {g}}_{0}={\mathfrak {sl}}_{n+1}(\mathbb {R} )}
- {\displaystyle A_{II}:n+1=2m,\;{\mathfrak {g}}_{0}={\mathfrak {su}}_{n+1}^{*}(\mathbb {R} )} — підалгебра елементів з {\displaystyle {\mathfrak {sl}}_{2m}(\mathbb {C} ),} що зберігають деяку кватерніонну структуру
- {\displaystyle A_{III}:{\mathfrak {g}}_{0}={\mathfrak {su}}_{(p,n+1-p)}} — підалгебра елементів з {\displaystyle {\mathfrak {sl}}_{n+1}(\mathbb {C} ),} які є кососиметричними щодо невиродженої ермітової форми додатного індексу p, де {\displaystyle 1\leqslant p\leqslant (n+1)/2}.

- {\displaystyle B_{n}:\;n\geqslant 2} {\displaystyle {\mathfrak {so}}_{2n+1}(\mathbb {C} )}

- {\displaystyle A_{I}:{\mathfrak {g}}_{0}={\mathfrak {so}}_{p,2n+1,-p}(\mathbb {R} )} — алгебра лінійних перетворень простору {\displaystyle \mathbb {R} ^{2n+1},} які є кососиметричними щодо невиродженої симетричної білінійної форми додатного індексу p, де {\displaystyle 1\leqslant p\leqslant n}.

- {\displaystyle C_{n}:\;n\geqslant 3} {\displaystyle {\mathfrak {sp}}_{n}(\mathbb {C} )}

- {\displaystyle C_{I}:{\mathfrak {g}}_{0}={\mathfrak {sp}}_{n}(\mathbb {C} )} —  алгебра лінійних перетворень простору {\displaystyle \mathbb {R} ^{2n},} які є кососиметричними щодо невиродженої кососиметричної білінійної форми.
- {\displaystyle C_{II}:{\mathfrak {g}}_{0}={\mathfrak {sp}}_{(p,n-p)},\;\;1\leqslant p\leqslant (n+1)/2,} — підалгебра в {\displaystyle {\mathfrak {su}}_{(2p,2(n-p))}} елементи якої зберігають деяку кватерніонну структуру.

- {\displaystyle D_{n}:\;n\geqslant 4} {\displaystyle {\mathfrak {so}}_{2n}(\mathbb {C} )}

- {\displaystyle D_{I}:{\mathfrak {g}}_{0}={\mathfrak {so}}_{p,2n-p}} — алгебра лінійних перетворень простору {\displaystyle \mathbb {R} ^{2n},} які є кососиметричними щодо невиродженої білінійної симетричної форми додатного індексу p, де {\displaystyle 1\leqslant p\leqslant n}.
- {\displaystyle D_{III}:{\mathfrak {g}}_{0}={\mathfrak {so}}_{2n}^{*}} — підалгебра елементів з {\displaystyle {\mathfrak {so}}_{2n}(\mathbb {C} ),} що зберігають деяку кватерніонну структуру